# 朵卜陇乡
朵卜陇乡，是中华人民共和国贵州省安顺市镇宁布依族苗族自治县一个已撤销的乡级行政区，2016年1月14日，贵州省人民政府批复同意镇宁自治县部分乡镇行政区划调整，撤销朵卜陇乡，将其所辖行政区域划归江龙镇。